# Küsnacht
Küsnacht (toponimo tedesco) è un comune svizzero di 14 192 abitanti del Canton Zurigo, nel distretto di Meilen; ha lo status di città.

## Geografia fisica
Küsnacht si affaccia sul Lago di Zurigo.

## Storia
Le prime tracce di insediamento provengono da insediamenti lacustri risalenti al periodo neolitico (tra il 4500 e il 2300 a.C.) nel Heslibach "Hörnli". Resti della tarda età del bronzo (2300-800 a.C.) sono stati trovati nella gola di Küsnacht, vicino alla collina delle rovine di Wulp. Nel 1978 vasti resti di una tenuta sono stati scoperti sul Küsnacht Allmend, il cui presunto nome latino fundus Cossiniacus ("tenuta di Cossinius") è probabilmente la base del nome attuale del luogo. Questo nome divenne Chussennacho tra gli Alemanni che immigrarono nell'alto Medioevo e fu registrato per la prima volta per iscritto in questa forma in un documento papale del 1188. Nel 2018 sotto la sala da canto della scuola cantonale di Küsnacht è stata scoperta una sepoltura risalente al IX-X secolo; sembrerebbe quindi che sul sito della chiesa sorgesse un edificio precedente, documentato per la prima volta nel 1188, secoli prima.
Nell'Alto Medioevo (dal 950 al 1250 d.C.), i diritti di signoria erano esercitati dai baroni di Regensberg, i cui servitori avevano sede nel castello di Wulp. Nel XIV secolo i Regensberg vendettero il dominio di Küsnacht ai Mülner, cavalieri membri del Consiglio della città di Zurigo e ministeriali dell'abbazia imperiale di Fraumünster. Sempre nel XIV secolo, i Cavalieri dell'Ordine di San Giovanni stabilirono il loro distretto amministrativo, la Commenda di Küsnacht, vicino alla Chiesa di San Giorgio. L'ultimo comandante, Konrad Schmid, cadde nel 1531 come compagno di Ulrico Zwingli nella battaglia di Kappel. Nel 1384 il cavaliere Götz III Mülner vendette il baliaggio su Küsnacht e Goldbach alla città di Zurigo per 400 gulden. Küsnacht divenne così parte dell'Obervogtei Küsnacht, amministrato da due Obervögte appartenenti al consiglio di Zurigo. Questa affiliazione durò fino al 1798.

## Monumenti e luoghi d'interesse

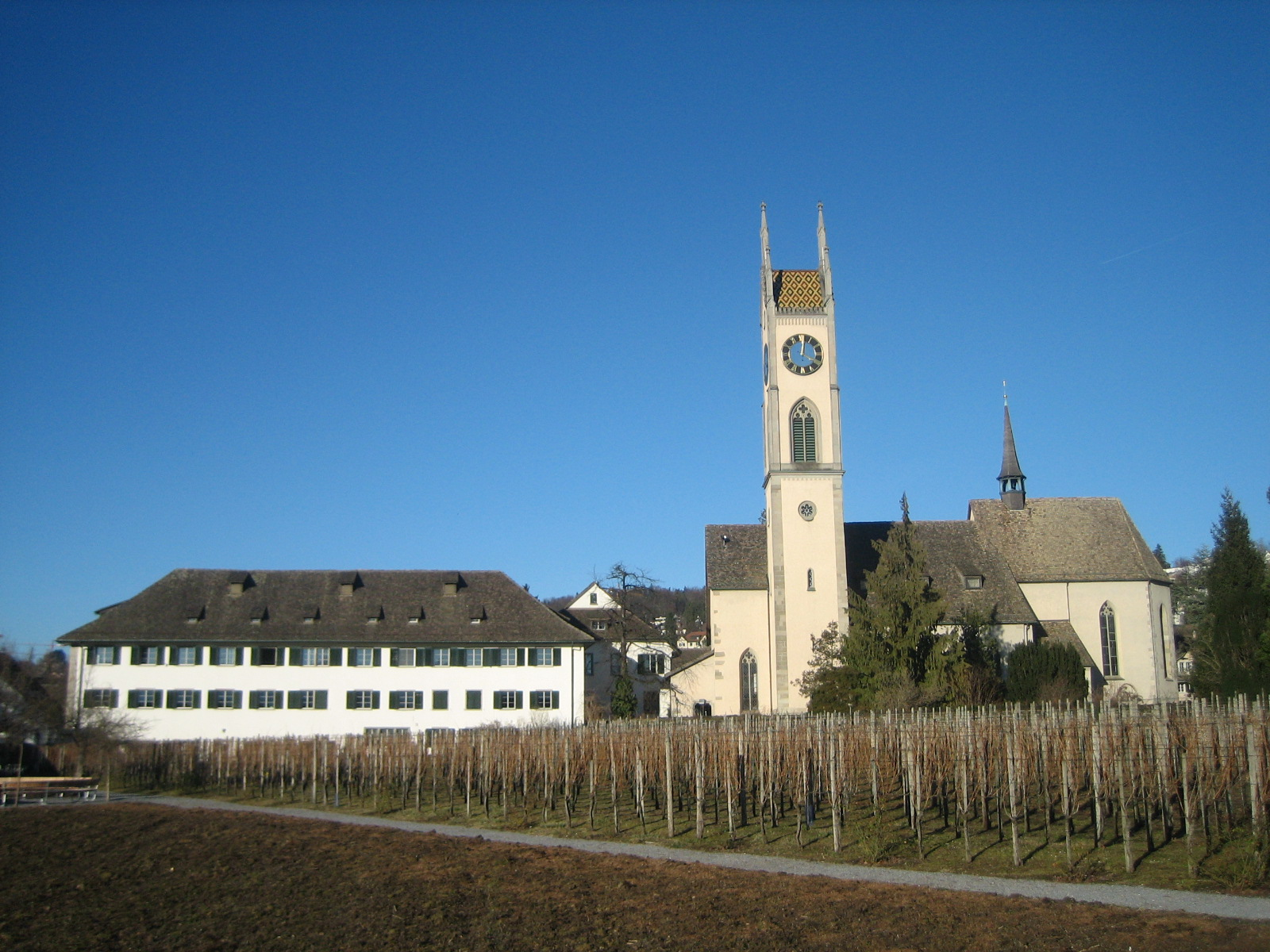
La chiesa riformata

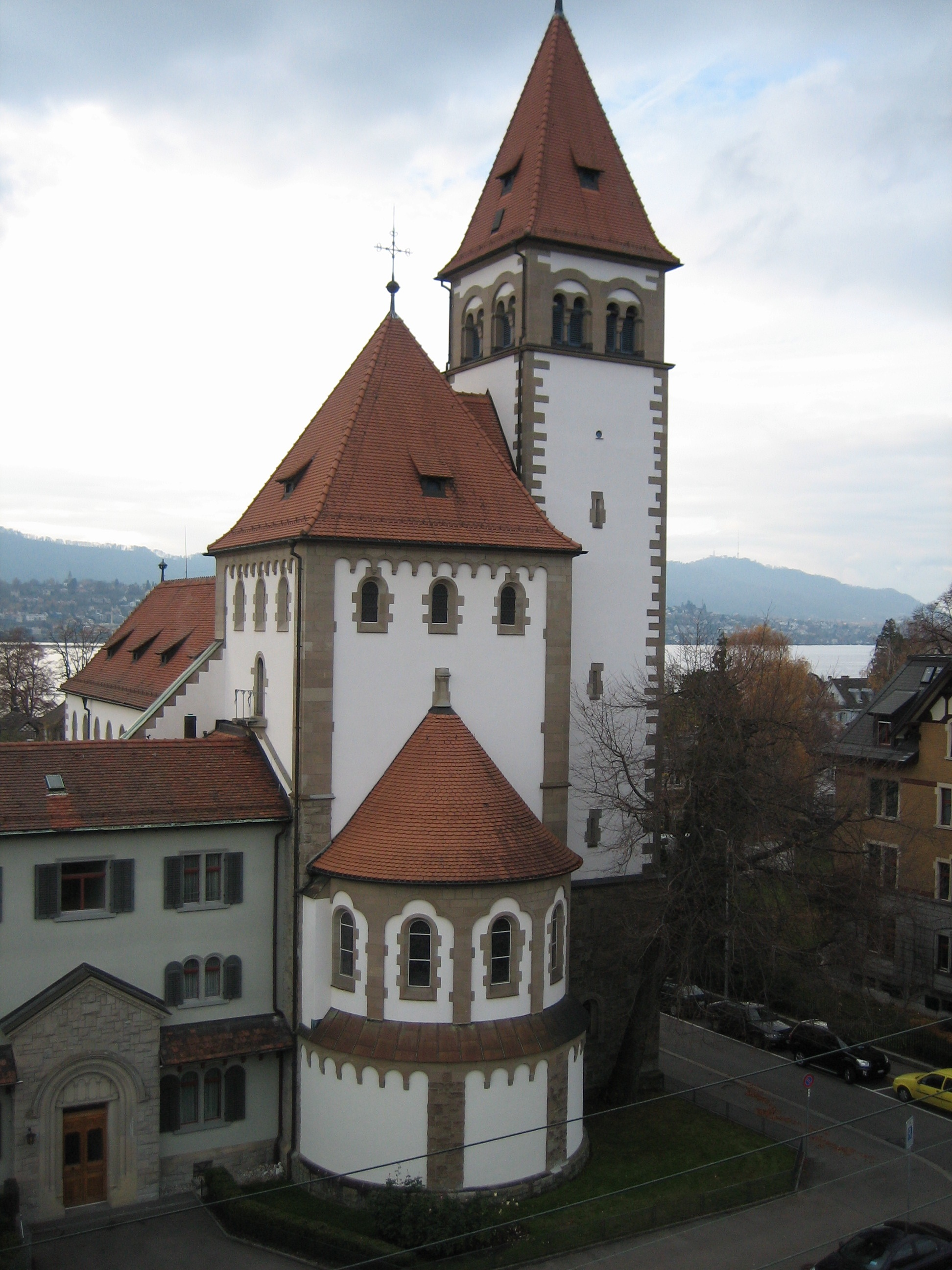
La chiesa di San Giorgio

- Chiesa riformata (già di San Giorgio), attestata dal 1188 e ricostruita nel 1336[1];
- Chiesa cattolica di San Giorgio, eretta nel 1903[1].

## Società

### Evoluzione demografica
L'evoluzione demografica è riportata nella seguente tabella:
Abitanti censiti

## Cultura

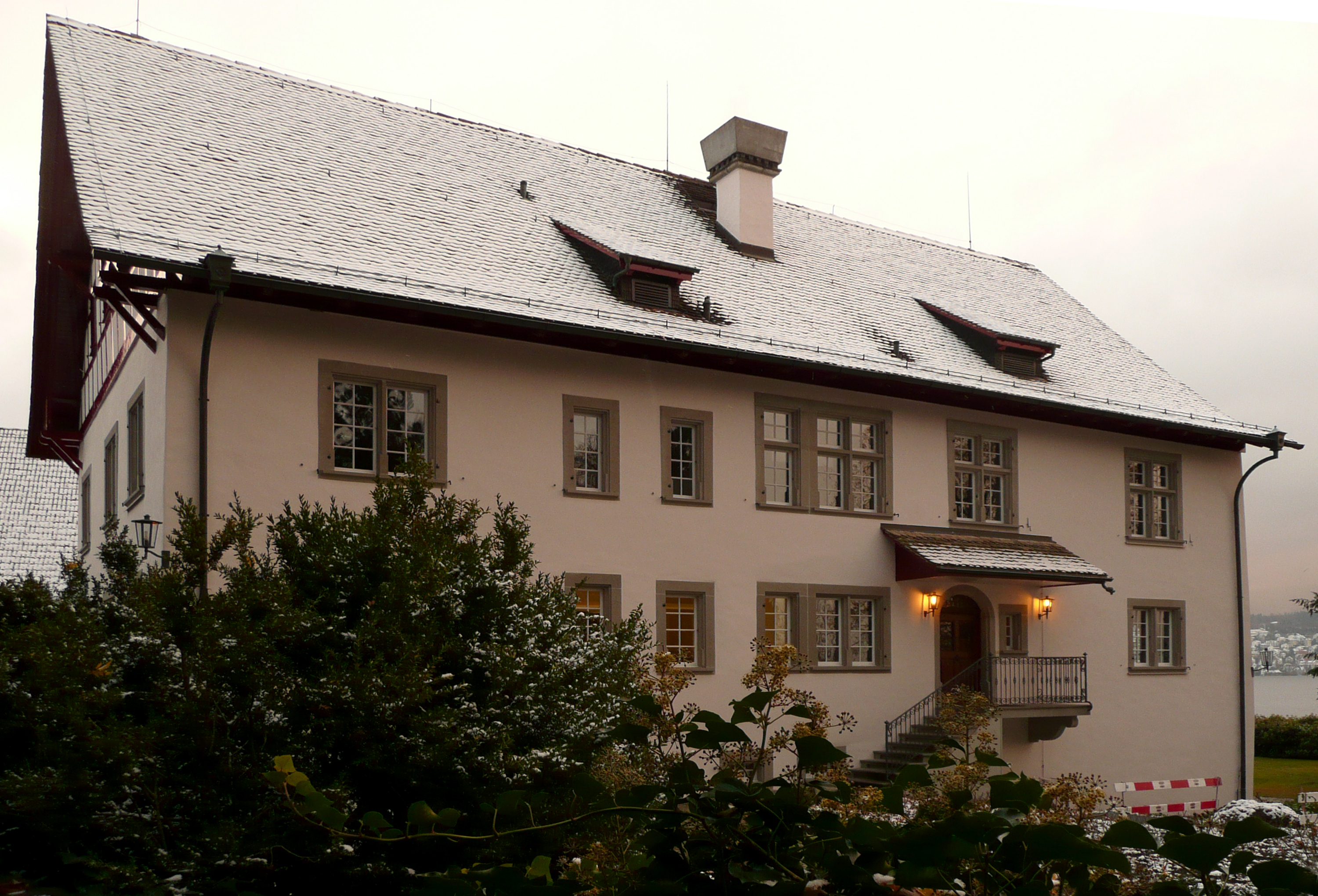
L'Istituto C.G. Jung

A Küsnacht ha sede l'Istituto C.G. Jung e nel cimitero del comune si trova la tomba della famiglia Jung, nella quale riposano i resti di Carl Gustav Jung e della moglie Emma.

## Geografia antropica

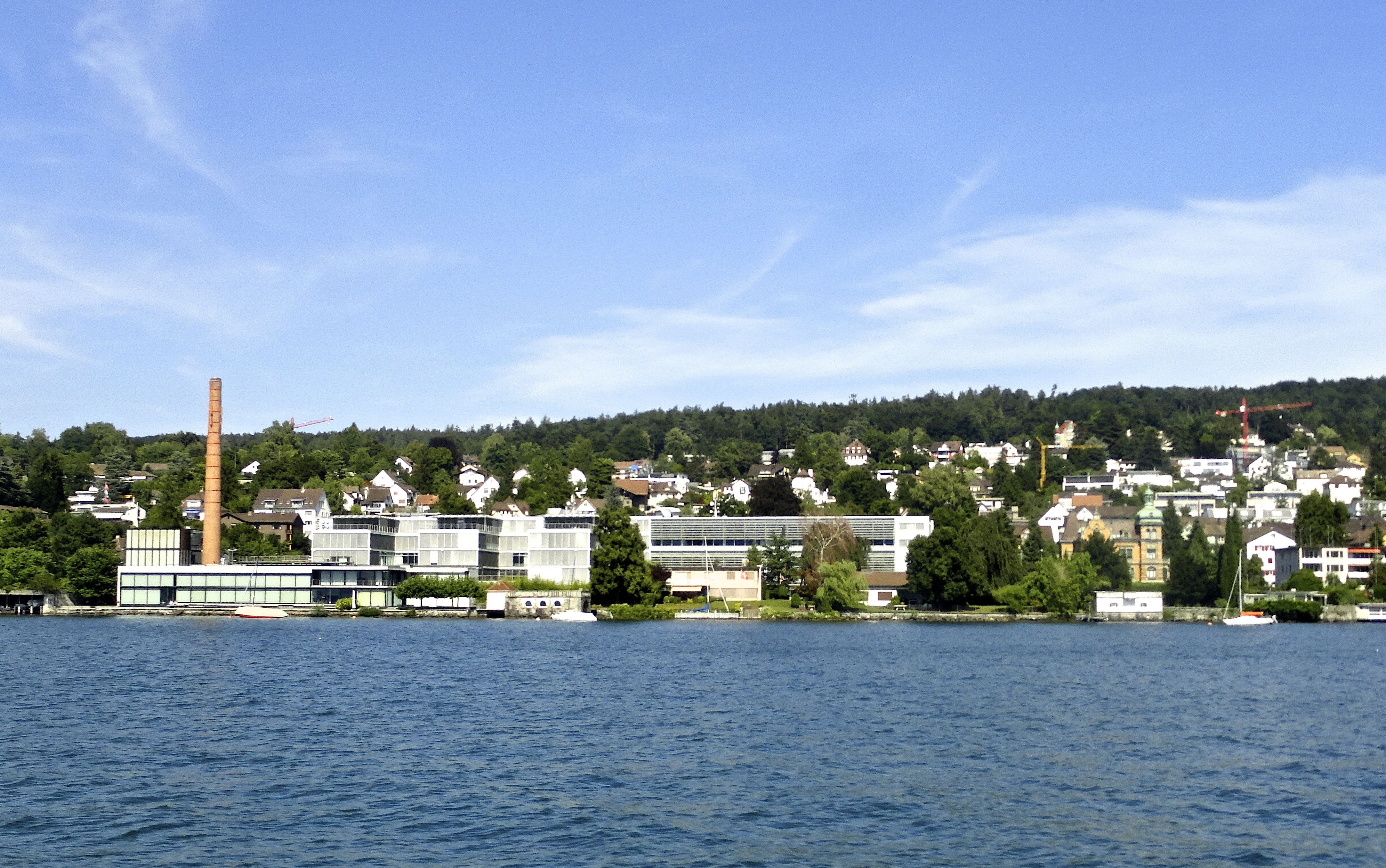
Goldbach

### Frazioni
- Dorf
- Forch
- Goldbach
- Heslibach
- Itschnach
- Küsnachterberg
  - Limberg

## Infrastrutture e trasporti

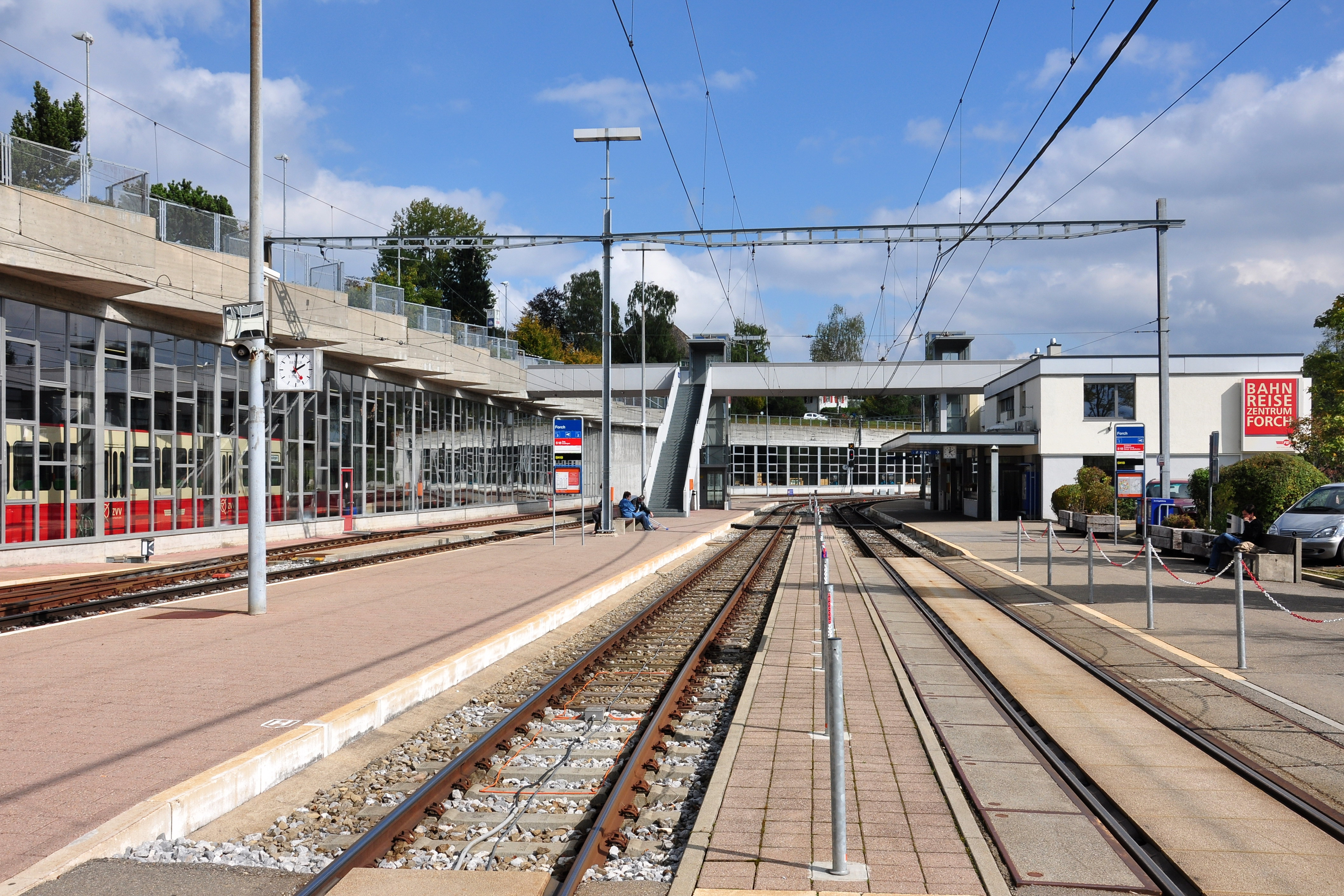
La stazione di Forch

Küsnacht è servito dall'omonima stazione e da quella di Küsnacht Goldbach, sulla Rechtsufrige Zürichseebahn (linea S7 della rete celere di Zurigo), e da quella di Forch, sulla ferrovia Zurigo-Esslingen (linea S18 della rete celere di Zurigo).

## Amministrazione
Ogni famiglia originaria del luogo fa parte del cosiddetto comune patriziale e ha la responsabilità della manutenzione di ogni bene ricadente all'interno dei confini del comune.